# Intercontinental Cup hockey 1981
Het tweede hockeytoernooi om de Intercontinental Cup had plaats van zondag 29 maart tot en met vrijdag 10 april 1981 in Kuala Lumpur, Maleisië. De beste drie landen plaatsten zich voor het WK hockey 1982 in Bombay, India. 

## Poule-indeling
GROEP A:
- Italië, Japan, Maleisië, Sovjet-Unie, Wales en Zimbabwe

GROEP B:
- België, Canada, Frankrijk, Ierland, Nieuw-Zeeland en Singapore

## Eindklassering
1. Sovjet-Unie*
2. Maleisië*
3. Nieuw-Zeeland*
4. Ierland
5. België
6. Wales
7. Japan
8. Frankrijk
9. Canada
10. Singapore
11. Zimbabwe
12. Italië

 * = Geplaatst voor WK hockey 1982 in Bombay, India